# Еварист Леві-Провансаль
Евари́ст Леві́-Прованса́ль (фр. Évariste Lévi-Provençal; 4 січня 1894 — 23 березня 1956) — французький сходознавець, історик, мовознавець, арабіст. Провідний ісламознавець франкомовної спільноти середини ХХ ст. Народився в Константіні, Алжир. Представник єврейської сефардської родини, що походила із Провансу і переселилася до Алжиру. Змінив арабське ім'я Махлуф Еварист-Леві (араб. مخلوف إفاريست ليفي‎, Makhlóuf Evariste Levi ) на християнське. Навчався у Алжирському університеті, був учнем Жерома Каркопіно. Служив у французькій армій під час Першої світової війни, зазнав поранення під Дарданеллами (1916). Професор Вищого інституту марокканських студій в Рабаті (1920—1935), Алжирського університету (1935—1940), Паризько-Соробонського університету (з 1944). Директор Інституту ісламознавства Паризького університету та Інституту ісламознавства в Алжирі. Займався вивченням історією ісламу та арабів у середньовічній Іспанії. Публікував і перевидавав арабські джерела з історії Піренейського півострова, часто у співавторстві із іспанським колегою-арабістом Еміліо Гарсією Гомесом. Незважаючи на єврейське походження, ігнорував або занижував значення єврейських джерел для вивчення історії середньовічної Іспанії. Загалом, стояв на анти-колоніальних позиціях. Основна праця — 3-томна «Історія мусульманської Іспанії» (1950). Оцінки внеску різняться: від схвалення до гострої критики. Помер у Парижі, Франція.

## Праці

### Монографії
- Lévi-Provençal, É. L'Espagne musulmane au Xe siècle. Institutions et vie sociale. Paris: Maisonneuve & Larose, 1932 (перевидання: 2002).
- Lévi-Provençal, É. Séville musulmane au début du XIIe siècle. Le traité d'Ibn 'Abdun sur la vie urbaine et les corps de métiers. Paris, Maisonneuve & Larose, 1947.
- Lévi-Provençal, É. Histoire de l'Espagne musulmane. Paris, Maisonneuve & Larose, 1950.
  - Tome I : La Conquête et l'Émirat hispano-umaiyade (710-912)
  - Tome II : Le Califat umaiyade de Cordoue
  - Tome III : Le Siècle du califat de Cordoue

### Публікації джерел
- Al-Bayān al-Mugrib. Tome troisième. Histoire de l’Espagne Musulmane au XIème siècle. Texte Arabe publié par la première fois d’après un manuscrit de Fès, ed. E. Lévi-Provençal, Paris: Paul Geuthner, 1930.